# 洛帕京齊 (日梅林卡區)
49°7′7″N 27°58′8″E / 49.11861°N 27.96889°E
洛帕京齊（烏克蘭語：Лопатинці），是烏克蘭的村落，位於該國西南部文尼察州，由日梅林卡區負責管轄，始建於1590年，面積1.66平方公里，海拔高度333米，人口300，人口密度每平方公里268.84人。